# Liste du patrimoine mondial en Andorre
Cet article recense les sites inscrits au patrimoine mondial en Andorre.

## Statistiques
Andorre ratifie la Convention pour la protection du patrimoine mondial, culturel et naturel le 3 janvier 1997.
En 2021, Andorre compte un seul site inscrit au patrimoine mondial, de type culturel, inscrit en 2004 lors de la 28e session du Comité du patrimoine mondial.
Andorre a également soumis un site à la liste indicative, culturel.

## Listes

### Patrimoine mondial
Les sites suivants sont inscrits au patrimoine mondial.
| Site                                | Paroisses                  | Type         | Date      | Superficie (ha) | Lien | Notes                               | Coordonnées                      | Illus. |
| ----------------------------------- | -------------------------- | ------------ | --------- | --------------- | ---- | ----------------------------------- | -------------------------------- | ------ |
| La vallée du Madriu-Perafita-Claror | Encamp, Escaldes-Engordany | Culturel (v) | 2004 2006 | 4 247           | 1160 | Couvre 9 % de la superficie du pays | 42° 29′ 42″ nord, 1° 35′ 46″ est |        |

### Liste indicative
Les sites suivants sont inscrits sur la liste indicative.
| Site                                                                                              | Type                 | Date | Lien | Notes | Coordonnées | Illus. |
| ------------------------------------------------------------------------------------------------- | -------------------- | ---- | ---- | --- | --- | ------ |
| Les témoignages matériels de la construction de l'État des Pyrénées : la Co-principauté d'Andorre | Culturel (iii), (iv) | 2021 | 6505 | Le bien reprend, en les étandant, deux propositions soumises en 1999 : les églises romanes d'Andorre et l'ensemble historique de Santa Coloma. Il s'agit d'un bien sériel transfrontalier, conjoint avec l'Espagne et la France. 10 sites en Andorre : - Églises Sant Joan de Caselles, Sant Romà de Les Bons, Sant Martí de la Cortinada, Sant Climent de Pal, Santa Coloma, Sant Serni de Nagol, Sant Miquel d'Engolasters - Casa de la Vall - Zones archéologiques du Roc d'Enclar et de la roureda de la Margineda | 42° 34′ 15″ nord, 1° 36′ 28″ est 42° 32′ 20″ nord, 1° 35′ 13″ est 42° 34′ 36″ nord, 1° 31′ 04″ est 42° 32′ 46″ nord, 1° 28′ 31″ est 42° 29′ 39″ nord, 1° 29′ 51″ est 42° 28′ 10″ nord, 1° 30′ 03″ est 42° 30′ 41″ nord, 1° 33′ 37″ est 42° 30′ 24″ nord, 1° 31′ 14″ est 42° 29′ 45″ nord, 1° 29′ 37″ est 42° 29′ 27″ nord, 1° 29′ 37″ est |        |